# Percnia felinaria
Percnia felinaria är en fjärilsart som beskrevs av Achille Guenée 1858. Percnia felinaria ingår i släktet Percnia och familjen mätare. Inga underarter finns listade i Catalogue of Life.